# Ordre royal de François Ier

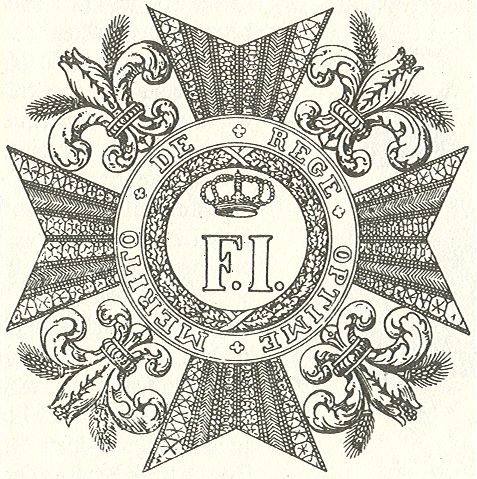
Insigne de l'ordre

L'ordre royal de François Ier (en italien : Reale Ordine di Francesco I) est un ordre de chevalerie du royaume des Deux-Siciles, État de l'Italie pré-unitaire. 

## Histoire
L'ordre a été instauré par François Ier, roi des Deux-Siciles, par le décret no 2594 du 28 septembre 1829 afin de récompenser des personnes méritantes dans les domaines des sciences, lettres et arts. Comme récompense de mérite civil, l'ordre constitue probablement le précurseur des actuels « ordres du mérite ».
Un décret du roi de Sardaigne du 7 septembre 1860 abolit tous les ordres des Deux-Siciles, mais cette décision n'est pas acceptée ni par François II ni par le comte de Caserte, mais l'ordre n'a plus alors qu'un statut privé. Ce dernier décerne les insignes de l'ordre à 48 Italiens, dont huit grands cordons et trois grands-croix. Il remet également le grand cordon à plusieurs de ses enfants. Après 1920, l'ordre cesse d'être décerné pendant longtemps.
Le 22 octobre 2001, de sa propre initiative, Ferdinand de Bourbon-Siciles, duc de Castro (1926-2008) reprend l'attribution des insignes après avoir fait réaliser de nouveaux statuts pour l'ordre en tant qu'association privée de chevaliers. Depuis 2008, il est accordé en privé par le prince Charles de Bourbon des Deux-Siciles. Aucun État au monde ne reconnait officiellement l'ordre qui est considéré comme éteint avec la disparition du royaume des Deux-Siciles. 

## Grades
|           |            |                       |
| Chevalier | Commandeur | Chevalier grand-croix |

L'ordre était composé de trois classes :
- Grand-croix
- Commandeur
- Chevalier

À celles-ci venaient se joindre deux autres classes de décorés de moindre importance lesquels étaient honorés avec une médaille d'or et d'argent. 
Cette subdivision a été corrigée successivement par Ferdinand II, fils de  François Ier, qui par un décret promulgué à Caserte le 21 décembre 1858, ajouta trois rangs à l'ordre : chevalier du grand cordon ; commandeur avec plaque (qui suivait dans le rang celui de chevalier grand-croix) et chevalier de IIe classe comme grade mineur (qui suivait celui de chevalier).

## Insigne
L’insigne de  l'ordre est une croix bi fourche d'or, émaillée en blanc et acantonnée par quatre lys d'or, chargée d'un écusson avec les lettres F.I. (François I) surmontée de la couronne et entouré de laurier et par un ourlet azur avec la maxime : DE REGE OPTIMO MERITO. Sul le verso, l'écusson comportait l'écriture : FRANCISCUS PRIMUS INSTITUIT M.DCCC.XXIX. 
Les médailles comportaient sur le front l'effigie du Roi entourée d'une couronne de chêne et la légende FRANCISCUS I, REG. UTR. SIC. ET HIER. REX, et sur le verso le texte : DE REGE OPTIMO MERITO M.DCCC.XXIX.

## Récipiendaires notables
- Marcellin Jobard (1792-1861), lithographe et inventeur belge.
- Charles Grégoire Léonard Peyssard (1816-1875), officier français.
- Xavier Barbier de Montault (1830-1901), prélat, archéologue et historiographe français.
- Johannes Nolet de Brauwere van Steeland (1815-1888), poète néerlandais.
- Rodney Williams (1947), gouverneur général d'Antigua-et-Barbuda[1].